# Aeronaves TSM

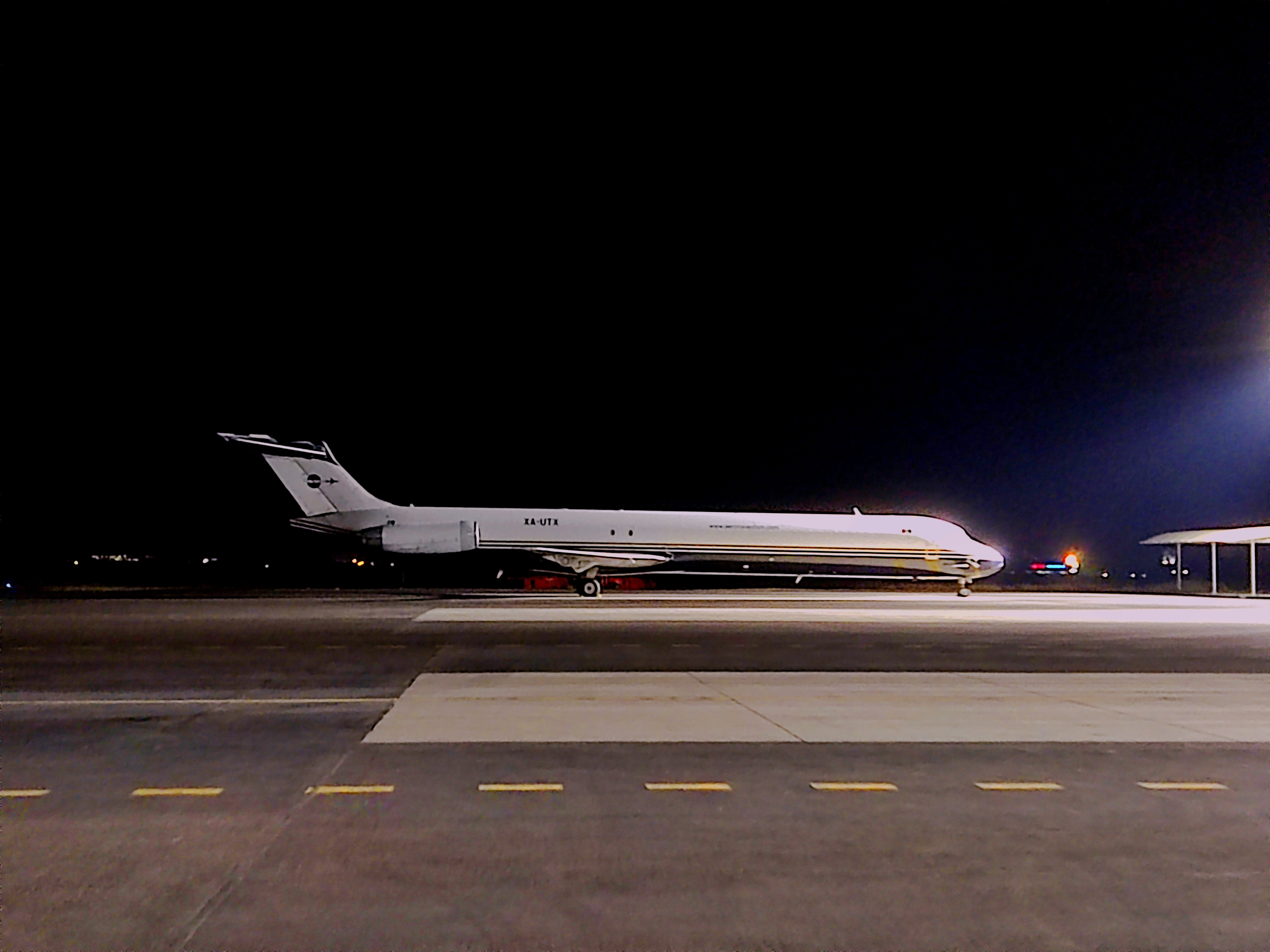

Aeronaves TSM est une compagnie aérienne basée à Saltillo, au Mexique. La société a été fondée en 1995 et exploite des vols charters et des opérations de fret. Leurs avions sont utilisés pour des opérations cargo et sont exploités pour DHL Aviation.

## Flotte
La flotte Aeronaves TSM comprend les avions suivants (à compter de février 2019), :   